# 王見賓
王見賓（1536年—1607年），字子利，又字懋钦，别号晴宇、又号晴江，山東濟南衛人，軍籍，明朝政治人物。

## 生平
隆慶四年（1570年）庚午科山東鄉試第十三名，萬曆二年（1574年）甲戌科會試第八十六名，登三甲第十九名進士。初授南阳府推官，八年升刑部主事，十年晉员外郎，十三年晉郎中，尋出守開封府。十七年升河南副使，霸州兵备，十八年十一月调密云兵备，二十年调遼海，以秩满，加按察使，兵备密云，再加左布政使。二十六年四月遷都察院右僉都御史、巡撫延綏。二十七年十二月解任回籍。

## 家族
曾祖王珍；祖父王睿；父王儒（1503年-1554年），字希賢，自號臨溪。母楊氏（1506年-1555年）。